# Niklas Henning
Niklas Eric Henning (Stoccolma, 6 marzo 1964) è un ex sciatore alpino svedese.

## Biografia
Sciatore polivalente originario di Järfälla, Henning debuttò in campo internazionale in occasione dei Mondiali juniores di Auron 1982; in Coppa del Mondo il suo primo piazzamento di rilievo fu il 14º posto ottenuto nello slalom gigante di Adelboden del 10 gennaio 1984. Poco dopo esordì ai Giochi olimpici invernali: a Sarajevo 1984 si piazzò 18º nello slalom gigante. Il 15 dicembre 1985 arrivò per la prima volta sul podio in Coppa del Mondo, conquistando il 2º posto nella combinata dell'Alta Badia. 
Partecipò quindi ai XV Giochi olimpici invernali di Calgary 1988, sua ultima presenza olimpica, giungendo 30º nella discesa libera, 10º nella combinata e non completando il supergigante. Il 10 dicembre 1989 conquistò il risultato più prestigioso della carriera, la sua unica vittoria (nonché ultimo podio) in Coppa del Mondo nel supergigante di Val-d'Isère. Nel 1991 prese parte ai Mondiali di Saalbach-Hinterglemm, sua unica presenza iridata, giungendo 15º nella prova di discesa libera; il suo ultimo piazzamento in carriera fu il 10º posto ottenuto nella discesa libera di Coppa del Mondo disputata a Panorama il 7 marzo 1992.
È padre di Emelie, a sua volta sciatrice alpina.

## Palmarès

### Coppa del Mondo
- Miglior piazzamento in classifica generale: 27º nel 1990
- 2 podi:
  - 1 vittoria
  - 1 secondo posto

#### Coppa del Mondo - vittorie
| Data             | Località    | Paese   | Specialità |
| ---------------- | ----------- | ------- | ---------- |
| 10 dicembre 1989 | Val-d'Isère | Francia | SG         |

Legenda:

SG = supergigante

### Campionati svedesi
- 8 ori (discesa libera nel 1983; discesa libera nel 1984; discesa libera nel 1985; discesa libera nel 1986; discesa libera nel 1988; discesa libera, supergigante nel 1990; discesa libera nel 1992)[2]